# Molete
Molete is een dorp in het district Southern in Botswana. De plaats telt 331 inwoners (2011).